# Postniki
Die Postniki (russisch постники, wiss. Transliteration Postniki) (die Fastenden) – ein Zweig der Christowowery (Христововеры, Christovovery) bzw. Chlysten (Flagellanten) – waren eine russische Sekte, die in der ersten Hälfte des 19. Jahrhunderts von Abbakum Kopylow (Аббакум Копылов) (1756–1838), einem Bauern der Oblast Tambow, gegründet wurde.
Kopylow erklärte sich selbst zum „lebendigen Christus“ und versammelte in den 1820er Jahren eine beträchtliche Zahl von Anhängern um sich. Sie unterlagen strengen Nahrungsvorschriften. Der Verzehr von Fleisch, Fisch, Zwiebeln, Kartoffeln und Knoblauch war ihnen nicht gestattet.
Nach Kopylows Tod spaltete sie sich in verschiedene Zweige, der größte war die Bewegung Stary Israil (Altes Israel), die von seinem Schüler Perfil Katasonow geführt wurde. Der russische bzw. sowjetische Religionshistoriker A. I. Klibanow (1910–1994) begegnete 1959 einigen Postniki in Rasskasowo.